# اراده علیوا
اراده علیوا (ترکی آذربایجانی: İradə Əliyeva؛ زادهٔ ۲۷ december ۱۹۹۱ (۳۳ سال)) ورزشکار دوومیدانی پارالمپیک اهل جمهوری آذربایجان است.

## زندگی
اراده علیوا ۲۷ دسامبر سال ۱۹۹۱ در شهر باکو چشم به جهان گشود. وی دانش‌آموخته آکادمی ورزش آذربایجان است.

## ورزش
اراده علیوا قبلاً هیچ مشکل سلامتی نداشت. از افتخارات وی در رشته پرتاب نیزه در این دوره می‌توان به کسب مدال طلا مسابقات جایزه بزرگ ۲۰۱۵ در کشورهای تونس و جمهوری آذربایجان و مسابقات قهرمانی جهان در دوحه، پایتخت قطر، اشاره کرد. او در جریان بازی‌های قطر با حد نصاب ۴۴٫۱۸ متر رکورد جهان را شکست.
اراده علیوا در بازی‌های پارالمپیک تابستانی ۲۰۱۶ به عنوان ورزشکار پارالمپیک حضور یافت. وی با ۴۲٫۵۸ متبر توانست مدال نقره این بازی‌های را به دست بیاورد.

## جایزه
به دستور الهام علی‌اف، رئیس‌جمهوری آذربایجان، به تاریخ ۲۱ سپتامبر سال ۲۰۱۶، از اراده علیوا به خاطر کسب موفقیت در بازی‌های پارالمپیک تابستانی ۲۰۱۶ و خدماتش به ورزش آذربایجان با اهدای نشان برای خدمت به میهن درجه ۳ تقدیر شد.